# Културни центар Кикинда
| Културни центар Кикинда |                                              |
|                         |                                              |
|                         |                                              |
| Седиште:                | Трг српских добровољаца 23, · Кикинда Србија |
| Контакт:                | 22-544; 26-240                               |

Културни центар Кикинда, као институција од посебног интереса за град у креирању његове културне сцене, основан је 1985. године под називом Дом омладине и пионира „Младост”. Трансформисан је у Културни центар Кикинда 2009. године.
Културни центар Кикинда основан је ради:
- припреме и реализације културних, образовних, едукативних и забавних програма,
- активности које нису садржане у делатностима, програмима и активностима установа посебно за то основаних на територији општине Кикинда,
- подстицања и промоције стваралаштва,
- подршке у припреми и реализацији пројеката и активности из области деловања,
- организације манифестација, концерата, изложби, трибина, семинара и слично,
- координирање активности и културних догађаја са осталим установама.

Делатности Културног центра Кикинда су:
- уметничко и књижевно стваралаштво,
- издавање књига, брошура, часописа, музичких издања и других публикација,
- сценска уметност,
- делатност галерија,
- алтернативно образовање,
- услуге рекламе и пропаганде.

У простору Културног центра Кикинда налазе се:
- Канцеларија за младе,
- Балетска школа Нови Сад - издвојено одељење Кикинда,
- Саветовалиште за младе - Центар за активно друштво
- Клуб књижевника „Душко Трифуновић“,
- Немачко удружење Кикинда,
- Планинарско друштво „Кинђа”,
- Етно-грађанско друштво „Сувача”,
- Удружење жена општине Кикинда.
- Хор и оркестар КЦ Кикинда „Аттендите”